# Milan Foot-Ball and Cricket Club 1900
(La Gazzetta dello Sport, 15 dicembre 1899)
Questa voce raccoglie le informazioni riguardanti il Milan Foot-Ball and Cricket Club nelle competizioni ufficiali della stagione 1900.

## Stagione

La Fiaschetteria Toscana, in via Berchet 1 a Milano, prima sede del Milan

(Herbert Kilpin)
 Torinese - Milan  
Arbitro: De Rote
Marcatori:  15’  18’  70’ Bosio
Dopo essere stato fondato nel dicembre del 1899 all'Hotel du Nord, in seguito rinominato Hotel Principe di Savoia, il 15 gennaio 1900 il Milan Foot-Ball and Cricket Club si iscrive alla Federazione Italiana del Football. Come sede societaria viene scelta la Fiaschetteria Toscana di via Berchet 1, che ospiterà le assemblee dei rossoneri fino al 1909
Nella sua prima stagione agonistica il Milan partecipa al terzo campionato italiano di calcio della storia, dove viene qualificato direttamente alle semifinali, e alla prima edizione Medaglia del Re, trofeo istituito in nome di Umberto I di Savoia prima del suo assassinio avvenuto a Monza il 29 luglio 1900.
In campionato il Milan viene eliminato in semifinale - unica partita giocata dai rossoneri - dal Torinese, mentre vince la Medaglia del Re battendo la Juventus per 2-0. I campi da gioco casalinghi utilizzati dai rossoneri sono due: il Campo Trotter e l'Arena Civica.

## Divise
La divisa è una camicia a maniche lunghe e strisce verticali sottili della stessa dimensione, rosse e nere, stemma di Milano sul petto (croce rossa su sfondo bianco), calzoncini bianchi e calzettoni neri.
| Manica sinistra · Manica sinistra · Maglietta · Maglietta · Manica destra · Manica destra · Pantaloncini · Calzettoni |

## Organigramma societario[3]
Area direttiva
- Presidente: Alfred Edwards
- Vice presidente: Edward Nathan Berra
- Segretario: Samuel Richard Davies
- Dirigenti: Barnett, Henry Mildmay Saint John, Piero Pirelli

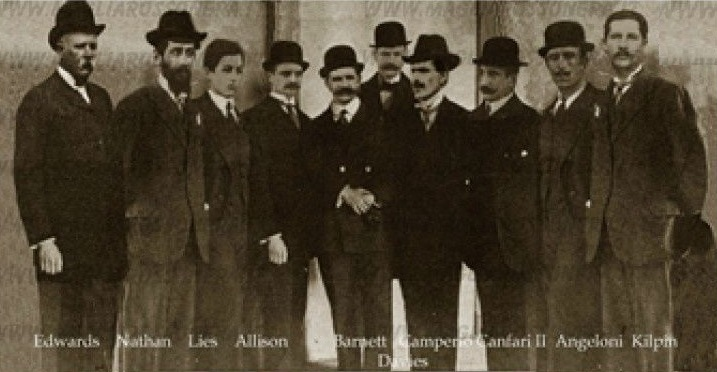
Parte dei soci fondatori del Milan in un'immagine del dicembre 1899

Area tecnica
- Allenatore: Herbert Kilpin

## Rosa
| N. |                        | Ruolo | Calciatore        |
| -- | ---------------------- | ----- | ----------------- |
|    | Inghilterra (bandiera) | P     | Hood              |
|    | Italia (bandiera)      | D     | Pietro Cignaghi   |
|    | Italia (bandiera)      | D     | Lorenzo Torretta  |
|    | Italia (bandiera)      | C     | Giannino Camperio |
|    | Inghilterra (bandiera) | C     | Herbert Kilpin    |
|    | Svizzera (bandiera)    | C     | Kurt Lies         |
|    | Italia (bandiera)      | C     | Alberto Pirelli   |

| N. |                        | Ruolo | Calciatore                |
| -- | ---------------------- | ----- | ------------------------- |
|    | Italia (bandiera)      | C     | Guido Valerio             |
|    | Inghilterra (bandiera) | A     | David Allison             |
|    | Inghilterra (bandiera) | A     | Samuel Richard Davies     |
|    | Italia (bandiera)      | A     | Antonio Dubini            |
|    | Italia (bandiera)      | A     | Attilio Formenti          |
|    | Galles (bandiera)      | A     | Penvhyn Llewellyn Neville |

## Calciomercato
| Acquisti | Acquisti              | Acquisti              | Acquisti   |
| R.       | Nome                  | da                    | Modalità   |
| -------- | --------------------- | --------------------- | ---------- |
| C        | Herbert Kilpin        | Internazionale Torino | definitivo |
| A        | Samuel Richard Davies | Internazionale Torino | definitivo |

| Cessioni | Cessioni | Cessioni | Cessioni |
| R.       | Nome     | a        | Modalità |
| -------- | -------- | -------- | -------- |

## Risultati

### Campionato Italiano di Football

#### Semifinale
| Arbitro: | De Rote (Torino) |

|                   |           |  |
| Bosio 15’ 18’ 70’ | Marcatori |  |

### Medaglia del Re

#### Semifinale
| Arbitro: | Carlo Nardi |

|                |           |  |
| Allison Kilpin | Marcatori |  |

#### Finale
| Milano 27 maggio 1900 Finale                               | Milan     | 2 – 0 referto | Juventus | Arena Civica |
| \| \| \| \| \| Camperio 16’ Allison 23’ \| Marcatori \| \| |           |               |          |              |
|                                                            |           |               |          |              |
| Camperio 16’ Allison 23’                                   | Marcatori |               |          |              |

## Statistiche

### Statistiche di squadra
| Competizione                    | Punti | In casa | In casa | In casa | In casa | In casa | In casa | In trasferta | In trasferta | In trasferta | In trasferta | In trasferta | In trasferta | Totale | Totale | Totale | Totale | Totale | Totale | DR |
| Competizione                    | Punti | G       | V       | N       | P       | Gf      | Gs      | G            | V            | N            | P            | Gf           | Gs           | G      | V      | N      | P      | Gf     | Gs     | DR |
| ------------------------------- | ----- | ------- | ------- | ------- | ------- | ------- | ------- | ------------ | ------------ | ------------ | ------------ | ------------ | ------------ | ------ | ------ | ------ | ------ | ------ | ------ | -- |
| Campionato Italiano di Football | 0     | 0       | 0       | 0       | 0       | 0       | 0       | 1            | 0            | 0            | 1            | 0            | 3            | 1      | 0      | 0      | 1      | 0      | 3      | -3 |
| Medaglia del Re                 | -     | 2       | 2       | 0       | 0       | 4       | 0       | 0            | 0            | 0            | 0            | 0            | 0            | 2      | 2      | 0      | 0      | 4      | 0      | +4 |
| Totale                          | 0     | 2       | 2       | 0       | 0       | 4       | 0       | 1            | 0            | 0            | 1            | 0            | 3            | 3      | 2      | 0      | 1      | 4      | 3      | +1 |

### Statistiche dei giocatori
| Giocatore     | Campionato Italiano di Football | Campionato Italiano di Football |
| Giocatore     | Presenze                        | Reti                            |
| ------------- | ------------------------------- | ------------------------------- |
| D. Allison    | 1                               | 0                               |
| G. Camperio   | 0                               | 0                               |
| P. Cignaghi   | 1                               | 0                               |
| S. R. Davies  | 1                               | 0                               |
| A. Dubini     | 1                               | 0                               |
| A. Formenti   | 1                               | 0                               |
| Hood          | 1                               | -3                              |
| H. Kilpin     | 1                               | 0                               |
| K. Lies       | 1                               | 0                               |
| P. L. Neville | 1                               | 0                               |
| A. Pirelli    | 0                               | 0                               |
| L. Torretta   | 1                               | 0                               |
| G. Valerio    | 1                               | 0                               |